# 蕭泰然
蕭泰然（1938年1月1日—2015年2月24日），台灣音樂家，高雄鳳山人。集鋼琴家、指揮家、作曲家於一身。一生致力於台灣本土音樂融入西方音樂的創作。被稱為「台灣拉赫曼尼諾夫」或「台灣國民樂派第一人」。

## 生平
蕭泰然1938年元旦出生於臺灣高雄鳳山的長老教會家庭，祖父蕭基源是畢業於台南神學院的傳道師，父親蕭育安為留日齒科醫師，也同時是長老教會長老，母親蕭林雪雲女士是早期留日鋼琴家。因此，蕭泰然自小接觸教會音樂和西洋古典音樂的薰陶，五歲時由母親啟蒙學琴，七歲就曾公開演奏，嘗表示：
|  | 我媽媽是留日鋼琴家，我還在她肚子裡時就開始聽音樂了。那時日據時代全高雄只有兩台鋼琴，其中一台就在我家，所以會走上音樂這條路也是環境所致。 |

在當時音樂教育不普及之下，蕭泰然讀中小學時，全校有關音樂的各項事物，不論是升降旗、對外比賽或表演、校慶活動等都是由他在負責。初中為高雄中學國中部，高中就讀於台南市長榮中學，齒科醫生的蕭父原本希望長子能繼承衣缽，要求高中畢業後選讀醫學院，在長榮中學校長戴明福惜才之下向蕭父說項，才允許蕭泰然攻讀音樂。
蕭泰然在高三時師事留日鋼琴家高錦花老師，準備投考音樂學校。1956年考進臺灣省立師範學院音樂專修科，1958年畢業，1959年再考進新改制的國立臺灣師範大學音樂系。師大音樂系時期，主修鋼琴演奏，師事於留美鋼琴家李富美老師，並受到剛自法國巴黎回國的音樂家許常惠老師的注意，而指導蕭泰然走入作曲。此時，信仰基督教的蕭泰然開始嘗試創作宗教歌曲及合唱曲。1963年師大畢業後，蕭泰然與同是長老教會的臺南望族高長傳道師後代高仁慈小姐結婚，並任教於高雄二中初中部（今高雄市立前金國中）擔任音樂老師。
1965年，蕭泰然赴日本武藏野音樂大學鍵盤專攻科深造，師事於鋼琴教授中根伸也。也同時受到和聲學教授藤本秀夫（Fujimoto Hideo）的賞識，私下免費傳授蕭泰然作曲。
1967年學成返回高雄，開始其十年的教學、演出和發表的生涯。蕭泰然以教鋼琴為主，作曲為輔，曾先後任教於高雄文藻女子外語專校
（今文藻外語大學）、高雄女師（今國立高雄師範大學）、臺南家專（今台南應用科技大學），及臺南神學院等校。同時，也與小提琴教育家李淑德成立的青少年管絃樂團合作，擔任客席指揮。1972年代表中華民國赴馬尼拉出席第一屆東南亞聖樂會議，同年應高雄市立交響樂團之邀，由陳澄雄教授客席指揮，合作演出貝多芬第三號鋼琴協奏曲。
在臺期間，蕭泰然出版不少個人作品。1967年出版第一部蕭泰然合唱曲集。1971年出版由其父親蕭瑞安長老編詞，蕭泰然譜曲，全部分八章的神劇《耶穌基督》。蕭泰然在自序中說：「這部神劇是我對家父永遠的尊敬和思念；同時也是我對上帝的信仰告白，及感謝的禮物。」1973年為師大音樂系講師，同時期也向旅居臺灣的奧籍音樂家羅伯·蕭茲教授（Robert Scholz）學習鋼琴和作曲技巧，1975年在臺北中山堂首次舉行「蕭泰然樂展」。
1977年，因太太經商失敗，蕭泰然全家被迫離台到美國亞特蘭大投靠妹妹，並在當地經營藝品店餬口。在移居美國期間，蕭泰然開始整理台灣歌謠，並為其重新改編成演奏曲，如「望春風」、「臺灣調」、「黃昏的故鄉」、「思想起－恆春古調」等。同時也創作台語歌謠和懷鄉歌曲，如「出外人」、「嘸通嫌台灣」、「遊子回鄉」。1980年時因創作「出頭天進行曲」而被當時戒嚴時期的國民黨政府列入黑名單，直至1995年才解除。
1982年偕前師大音樂系系主任張錦鴻成立「國立台灣師範大學音樂系旅美系友會」，又與許丕龍創辦「南加州音樂社」，大量介紹台灣音樂家與作品予美國社會。1985年，再組建「北美洲台灣人文藝協會室內樂團，巡迴演出並宣傳台灣音樂文化。
1986年進入加州州立大學洛杉磯分校音樂研究所進修作曲碩士，於1987年後取得碩士學位。在其指導老師金教授（Dr. B. K. Kim）鼓勵之下，奠定日後作曲方向以「台灣民謠的精神為主體，融入西方古典、浪漫、印象及現代音域的技巧，來培育現代的台灣新音樂。」
1988年至1990年期間，蕭泰然完成其三大協奏曲代表作：「Ｄ調小提琴協奏曲作品五十」、「Ｃ調大提琴協奏曲作品五十二」、「Ｃ小調鋼琴協奏曲作品五十三」。1993年時，開始創作紀念二二八事件的大型管弦樂曲「1947序曲」（1947 Overture）。其間曾因心臟大動脈血管瘤破裂而進醫院手術，一度生命垂危，後終痊癒，在1994年完成創作。
1995年返台定居後，陸續創作《台灣魂》、《傷痕之歌》、《玉山頌》、《啊～福爾摩沙－為殉難者的鎮魂曲》。1999年，作品《福爾摩沙交響曲》在莫斯科音樂學院大音樂廳首演（Vakhtang Jordania指揮，俄羅斯聯邦交響樂團演奏）。2008年，在國立台灣交響樂團策畫下，舉辦專題樂展「聽見台灣的聲音─蕭泰然作品演奏會」二場。2009年1月獲行政院文化獎。2010年以鋼琴家葉綠娜演奏的：《家園的回憶》(蕭泰然鋼琴獨奏曲集－家園的回憶2CD)獲得第21屆金曲獎傳統暨藝術音樂類「最佳作曲人獎」，為蕭氏本人第三度榮獲此獎項。2011年獲得第22屆金曲獎傳統暨藝術音樂類「特別貢獻獎」。
台北時間2015年2月25日下午1點10分，病逝於洛杉磯自宅。

## 評價
蕭泰然大部分作品是聖詩、讚美詩，其次則是台灣民謠編曲，本人曾說：
|  | 正如聖經所說，每個人都有不同的恩賜，如果貝多芬是受託擁有五千兩才能的僕人，蕭邦有兩千兩，那我也許就是那個只有一千兩的僕人，我無論如何不敢將這一千兩埋藏起來。 |

研究者指出，蕭泰然作品在旋律、和聲上都有精心設計，工於表達內心情感。此外他的譜曲經常由歌詞入手，由經文含義出發，再決定音樂形式。他所使用的曲式如奏鳴曲式、三段體等，都是相對單純的曲構，「與其說是1990年代的風格，不如說更像是1890年代。」

## 獲獎與榮譽
- 第六屆臺美文教基金會「人文科學獎」（1989年）
- 臺美關懷基金會「臺灣文化貢獻獎」（1989年）
- 川流基金會「傑出成就獎」（1989年）
- 第二屆臺北文化獎章（1998年）
- 第十屆金曲獎：非流行音樂作品類（個人獎部分）－最佳作曲人獎。作品：「悲歌」（《台灣情泰然心》）（2000年）
- 第八屆國家文藝獎（2004年）
- 第十五屆金曲獎：最佳作曲人獎。作品：清唱劇《浪子》（2004年）
- 第二十八屆吳三連獎 (台灣諾貝爾獎)「藝術獎音樂類」（2005年）
- 高雄市文藝獎－音樂類（2006年）
- 第二十八屆行政院文化獎（2009年）[14]
- 第二十一屆金曲獎：最佳作曲人獎。作品：家園的回憶《蕭泰然鋼琴獨奏曲集－家園的回憶》（2010年）
- 金曲獎傳統暨藝術音樂類「特別貢獻獎」（2011年）

## 作品節選
蕭泰然所創作的作品相當多元，計有交響曲、協奏曲、歌劇、聖樂、鋼琴曲、小提琴曲、合唱曲、詩歌、藝術歌曲等，其版權目前由美國加州的蕭泰然基金會（Tyzen Hsiao Foundation）所有。以下為蕭泰然的部分主要作品：
鋼琴作品
- "詩影"1974年
- "家園的回憶" 作品49，1987年
- "告別"練習曲 作品55，1993年
- "觸技曲" 作品57，1995年
- "生日快樂" 1996年

- 兒童鋼琴曲 1996年
  - 早安
  - 夕陽斜下
  - 小士兵
  - 小喇叭手
  - 搖籃曲
  - 小天使之夢
  - 往日情懷
  - 紅蜻蜓
  - 黑鍵遊戲
  - 蜜蜂
  - 啄木鳥
  - 龍舟競賽
  - 主題與變奏

- "詩篇23"（雙鋼琴）
- "華麗的華爾滋"（雙鋼琴）作品38，1975年
- "豐收"（鋼琴四手聯彈）1988年
- "來自福爾摩沙的天使" 1999年
- "NANA OH's Meditation"1999年

小提琴作品
- "台灣魂" 1970年
- "夢幻的恆春小調" 1973年
- "至好朋友就是耶穌" 1974年
- "悲歌" 1974年
- "拾破舊的老人" 1974年
- "冥想曲" 1975年
- "出外人" 1978年
- "Ｇ調夜曲" 1980年
- "只為了你" 1981年
- "驚某調"（編曲）1982年
- "希望線"／"生命線" 1983年
- "戀歌"（編曲）1983年
- "離散" 1986年
- "有福的確據" 1988年
- "Ｄ調夜曲" 1994年
- "嘸通嫌台灣" 1998年
- "望春風"（編曲）1998年
- "補破網"（編曲）1998年
- "望你早歸"（編曲）1998年
- "更愛我主"

大提琴作品
- "風之舞" 1985年
- "客家綺想曲" 1987年
- "靜夜星空" 1988年
- "出外人" 1996年
- "原住民夢幻舞曲" 1999年

長笛作品
- 幻想曲"湖畔孤影" 1995年

管風琴作品
- "Prelude" 1990年

手搖鈴作品
- "牧歌" 1990年

打擊樂作品
- "打擊樂三重奏" 1985年

室內樂作品
- "福爾摩沙"鋼琴三重奏 1996年
- "黃昏的故鄉"弦樂四重奏（編曲）1987年
- "打開你心內門窗"弦樂四重奏 1999年
- "出外人"弦樂五重奏 1978年
- "燒肉粽"鋼琴五重奏（編曲）1982年
- "咱台灣"鋼琴五重奏 1985年
- "原住民組曲"鋼琴五重奏 1985年
- "蘭陽舞曲"鋼琴五重奏，作品49，1987年
- "望春風"小提琴＋弦樂五重奏（編曲）1999年

管弦樂作品
- 《福爾摩沙交響曲》作品49，1987年
- 《小提琴協奏曲》Ｄ調 作品50，1988年
- 《大提琴協奏曲》Ｃ大調 作品52，1990年
- 《鋼琴協奏曲》 Ｃ小調 作品53，1992年
- 《來自福爾摩沙的天使》 作品61，1999年
- 《中華 交響詩》1973年
- 《交響詩》1985年

管弦樂加合唱作品
- 《出外人》1978年
- 《一九四七序曲》作品56，1994年
- 《出頭天進行曲》1980年
- 《嘸通嫌台灣》作品58-1，1996年
- 《新台灣頌》作品58-2，1996年
- 《台灣魂》1998年
- 《玉山頌》作品61-1，1999年
- 《啊 福爾摩沙.為殉難者的鎮魂曲》作品63，2001年

藝術歌曲 混聲合唱作品
- 《出外人》1978年
- 《點心擔》1978年
- 《白話字三字經》1979年
- 《搖嬰仔歌》編曲1983年
- 《蕃薯嘸驚落土爛》1986年
- 《毋通嫌台灣》1987年
- 《耕南送子》1989年
- 《鄉頌》1991年
- 《Come and Join the Celebration》1991年
- 《Pais ka lau pa ku u i hi》編曲1993年
- 《愛與希望》1994年
- 《思母情》1995年
- 《新台灣頌》1996年
- 《台灣翠青》1997年
- 《百合之歌》1997年
- 《永遠的故鄉》1998年
- 《思母情》1998年
- 《上美的花》1998年
- 《洛杉磯台灣會館》1998年
- 《一支草》
- 《思親吟》
- 《慧燈頌》1998年
- 《我深愛》編曲1998年
- 《小園春暖》編曲1998年
- 《綠色台灣是咱的》1998年
- 《台灣是寶島》1998年
- 《台灣魂》1998年
- 《玉山頌》1999年
- 《爸爸的筆》1999年
- 《傷痕之歌》1999年
- 《心靈的禱告》1999年
- 《一片樹林》1999年
- 《寂夜》1999年
- 《白鷺鷥》1999年
- 《鈴蘭》1999年
- 《遊子回鄉》1999年
- 《早安》2000年
- 《啊～福爾摩沙 為殉難者的鎮魂曲》作品63，2001年
- 《美麗的國度》2001年
- 《美國西裝》2001年
- 《出外人思想情-組曲》2001年
- 《美哉亞美利加》編曲 2001年
- 《媽媽請你也保重》編曲2001年
- 《We Will Sing a New Song》2001年
- 《To Those I Love and To Those Who Love Me》2002年
- 《風起雲湧》2002年
- 《台中生命線之歌》2002年
- 《醒起來765》2008年
- 《海洋首都 美哉高雄》2008年
- 《父親的禱告文》2008年

藝術歌曲～同聲合唱曲
藝術歌曲～男女聲部曲
藝術歌曲～兒童歌唱曲
藝術歌曲～合唱作品
聖樂
- 《神劇》1971年
- 《雖然行過死蔭的山谷》Psalm 23, 1980
- 《光明的天使》1990年
- 《願主賜福保護你》1998年
- 《浪子》作品62, 2000年
- 《你們要讚美耶和華》2000年
- 《我欲櫸目向山》排灣族調 摘自詩篇121篇 2002年

戲劇音樂～輕歌劇
- 《快樂的農家》1968年
- 《我家花園真美麗》1969年
- 《虎姑婆》台灣民間故事 1984年

## 外部連結
- 深情台灣—蕭泰然的家園戀歌[永久]
- 蕭泰然文教基金會
- 蕭泰然簡介 （页面存档备份，存于）
- 蕭泰然─榮神益人的一生 （页面存档备份，存于）
- 臺灣音樂家群像  蕭泰然 （页面存档备份，存于）